# Dichorisandra alba
Dichorisandra alba är en himmelsblomsväxtart som beskrevs av Moritz August Seubert och Johannes Eugen ius Bülow Warming. Dichorisandra alba ingår i släktet Dichorisandra och familjen himmelsblomsväxter. Inga underarter finns listade.